# Stari Grad (Sarajevo)
Stari Grad (česky doslova Staré město) je jedna z několika općin (samosprávných jednotek), které tvoří hlavní město Bosny a Hercegoviny, Sarajevo.
Obvod zahrnuje východní polovinu historické části Sarajeva a místní části Alifakovac, Baščaršija, Bendbaša, Bistrik a Vratnik. Na severu hraničí s općinou Ilijaš, na východě s Republikou srbskou (opštiny Istočno Novo Sarajevo a Istočni Stari Grad, na západu s općinami Centar a Novo Sarajevo). Staré město zaujímá 37 % území celé metropole. V roce 1991 zde bylo ve sčítání lidu evidováno 50 744 obyvatel.
V roce 1995 bylo v souvislosti s podepsáním Daytonské dohody sarajevské Staré město rozděleno. Menší část připadla Republice srbské a vznikla tak nová správní jednotka, Istočni Stari Grad (Východní Staré město).